# Елвордтон (Огайо)
Елвордтон (англ. Alvordton) — переписна місцевість (CDP) в США, в окрузі Вільямс штату Огайо. Населення — 200 осіб (2020).

## Географія
Елвордтон розташований за координатами 41°39′49″ пн. ш. 84°26′3″ зх. д. / 41.66361° пн. ш. 84.43417° зх. д. (41.663618, -84.434297).  За даними Бюро перепису населення США в 2010 році переписна місцевість мала площу 0,65 км², з яких 0,65 км² — суходіл та 0,00 км² — водойми.

## Демографія
Згідно з переписом 2010 року, у переписній місцевості мешкало 217 осіб у 88 домогосподарствах у складі 48 родин. Густота населення становила 332 особи/км².  Було 108 помешкань (165/км²).
Расовий склад населення:
| - 95,9 % — білих - 2,8 % — чорних або афроамериканців |

До двох чи більше рас належало 0,5 %. Частка іспаномовних становила 1,8 % від усіх жителів.
За віковим діапазоном населення розподілялося таким чином: 19,4 % — особи молодші 18 років, 63,5 % — особи у віці 18—64 років, 17,1 % — особи у віці 65 років та старші. Медіана віку мешканця становила 44,8 року. На 100 осіб жіночої статі у переписній місцевості припадало 128,4 чоловіків;  на 100 жінок у віці від 18 років та старших — 127,3 чоловіків також старших 18 років.
За межею бідності перебувало 8,1 % осіб, у тому числі 0,0 % дітей у віці до 18 років та 0,0 % осіб у віці 65 років та старших.
Цивільне працевлаштоване населення становило 102 особи. Основні галузі зайнятості: виробництво — 21,6 %, мистецтво, розваги та відпочинок — 17,6 %, освіта, охорона здоров'я та соціальна допомога — 11,8 %, науковці, спеціалісти, менеджери — 10,8 %.